# 學甲龍佛宮
學甲龍佛宮，舊名龍寶宮、龍寶佛堂，是一間位於台灣台南市學甲區宅港里的道教宮廟，主祀為觀世音菩薩與保生大帝，配祀李府千歲。廟內主祀的觀世音菩薩分靈自赤山龍湖巖。建廟時間一說為1953年，一說為1971年。

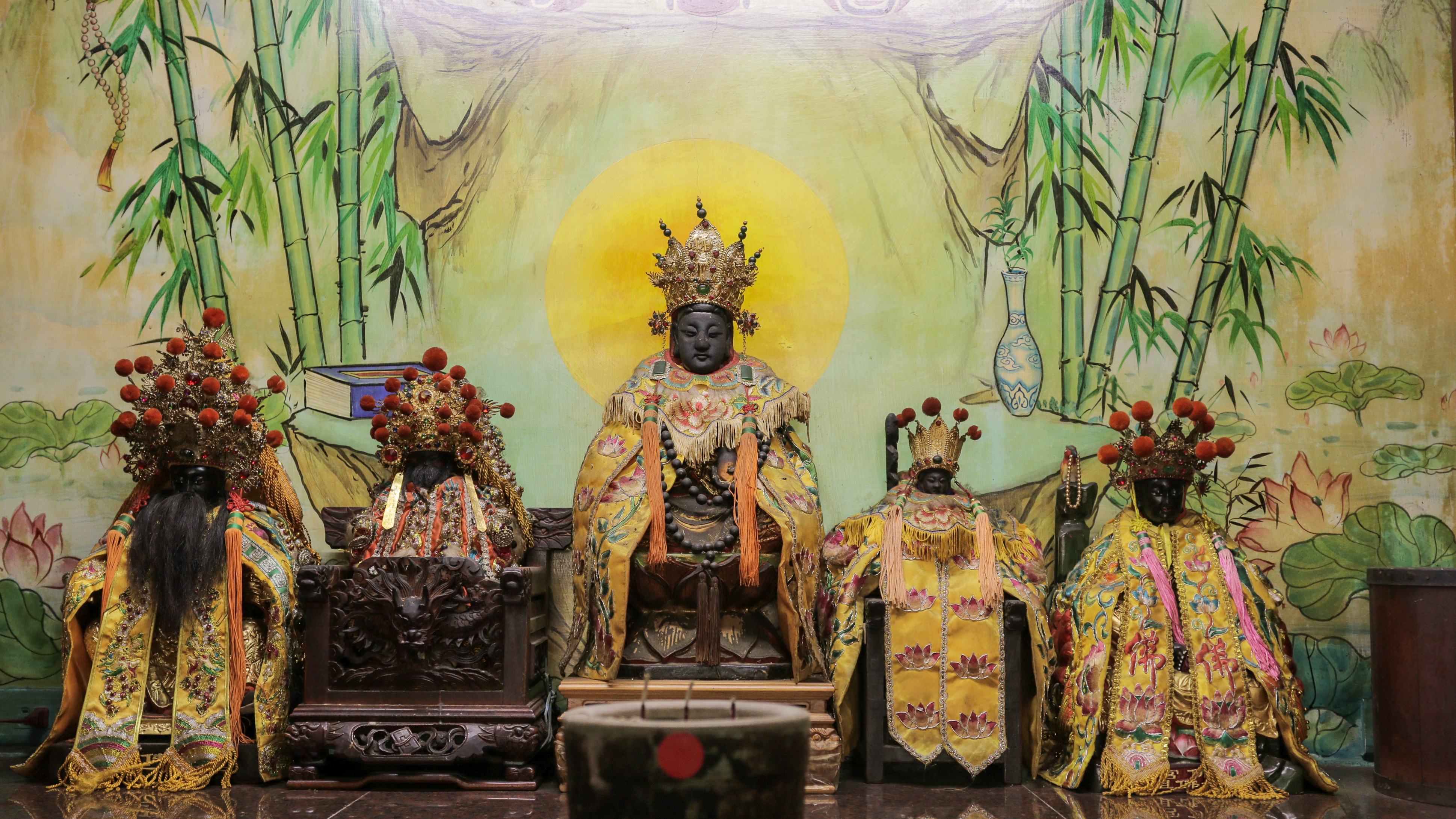
德安寮龍佛宮神龕

## 外部參考
- 龍佛宮 （页面存档备份，存于）. 文化資源地理資訊系統. [2023-04-16]（中文（臺灣））.
- 黃文博，《南瀛地名誌〈北門區卷〉》，台南縣：台南縣立文化中心，1998。